# Гроновиці (Опольське воєводство)
Гроновиці (пол. Gronowice) — село в Польщі, у гміні Лясовиці-Великі Ключборського повіту Опольського воєводства.
Населення — 652 особи (2011).

## Демографія
Демографічна структура станом на 31 березня 2011 року:
|          | Загалом | Допрацездатний вік | Працездатний вік | Постпрацездатний вік |
| -------- | ------- | ------------------ | ---------------- | -------------------- |
| Чоловіки | 317     | 61                 | 214              | 42                   |
| Жінки    | 335     | 48                 | 218              | 69                   |
| Разом    | 652     | 109                | 432              | 111                  |